# I Want to Hold Your Hand
"I Want to Hold Your Hand" là ca khúc nổi tiếng của ban nhạc người Anh The Beatles, được viết bởi Lennon-McCartney. Ca khúc được phát hành ngày 29 tháng 11 năm 1963 và là ca khúc đầu tiên của ban nhạc thực hiện bằng kỹ thuật thu âm 4-băng.
Với hơn 1 triệu bản bán được ở Anh, ca khúc này nhanh chóng chiếm được vị trí quán quân tại UK Singles Chart trong 5 tuần, dù rằng trước đó, "She Loves You" – đĩa đơn đầu tiên của The Beatles cũng đang chiếm giữ vị trí này. Ngày 18 tháng 1 năm 1964, "I Want to Hold Your Hand" xuất hiện tại Billboard Hot 100 ở vị trí số 55, rồi sau đó vươn lên vị trí số 1 vào ngày 1 tháng 2 và bắt đầu thời kỳ British Invasion. "I Want to Hold Your Hand" là đĩa đơn đầu tiên của The Beatles trong Danh sách các đĩa đơn bán chạy nhất trên toàn thế giới.

## Sáng tác
Cho dù nhiều nguồn cho rằng Brian Epstein là người giục giã Lennon và McCartney viết một ca khúc nhắm tới khán giả Mỹ, nhà sản xuất George Martin là bác bỏ điều này. McCartney khi đó đã chuyển tới căn nhà ở 57 phố Wimpole, London, ở chung với gia đình bác sĩ Richard và Margaret Asher cùng với con gái họ – nữ minh tinh Jane Asher, người trở thành bạn gái của anh khi họ gặp nhau vào đầu năm. Địa điểm mới này nhanh chóng trở thành nơi sáng tác của bộ đôi Lennon-McCartney (trước kia là nhà của McCartney ở phố Forthlin, Liverpool). Lennon và McCartney đã cùng ngồi sáng tác ở nơi mà Margaret Asher dạy sáo dọc – một "căn phòng nhỏ, hơn hẳn một nơi ngột ngạt toàn âm nhạc". Vào tháng 9 năm 1980, Lennon trả lời phỏng vấn tạp chí Playboy: "Chúng tôi vẫn hay viết chung cùng nhau, từng bài một, mặt đối mặt. Chẳng hạn "I Want to Hold Your Hand", tôi rất nhớ lúc chúng tôi tìm hợp âm để viết nó. Chúng tôi đang ở nhà của Jane Asher, cùng lúc có tiếng piano chơi ở dưới hầm rượu, vậy là chúng tôi viết nên "Oh you-u-u/ got that something..." Paul liền chọn tông đó (Mi thứ) và tôi quay sang cậu ta nói "Chính nó đấy! Hãy cùng làm lại!" Khi đó, chúng tôi vẫn cùng làm việc với nhau như vậy: người này phải chõ mũi vào công việc của người kia!"
Năm 1994, McCartney cũng đồng tình với những miêu tả của Lennon về hoàn cảnh ra đời của "I Want to Hold Your Hand": ""Mặt đối mặt" có lẽ là một cụm từ rất đúng để miêu tả lúc đó. Đó chính xác là những gì đã diễn ra. "I Want to Hold Your Hand" là một ca khúc đồng sáng tác. Đó là ca khúc quán quân thành công của chúng tôi, ca khúc đã đưa chúng tôi tới với nước Mỹ."

## Cấu trúc
Ca khúc được viết ở giọng Sol (G), bắt đầu với câu "I'll tell you" ở hợp âm D-B, D-B rồi giai điệu xoay vòng trở lại hợp âm Sol. Tồn tại một hợp âm hoàn toàn khác lạ mà Lennon từng nhấn mạnh rằng McCartney đã thử chơi với piano khi mới sáng tác ca khúc. Marshall cho rằng đó là hợp âm Mi thứ (Em) (trong đoạn hợp âm thứ 3 I-V7-vi (G-D7-Em)). Everett cũng chung quan điểm này. Pedler thì lại tuyên bố rằng điều bất ngờ là ở chỗ giai điệu đã bị bẻ gãy từ B sang F đối lập với hợp âm III7 (B7) của từ "understand". Các nhà nghiên cứu âm nhạc vẫn còn nhiều tranh cãi rằng đó là hợp âm iii (Bm), Si trưởng (B) hay B7 cho dù hợp âm B5 không trưởng không thứ đã được khẳng định sử dụng.

## Thu âm
The Beatles bắt đầu quá trình thu âm "I Want to Hold Your Hand" tại phòng thu số 2 của EMI ngày 17 tháng 10 năm 1963. Ca khúc này, cùng với ca khúc ở mặt B đĩa đơn "This Boy", là những ca khúc đầu tiên mà họ sử dụng công nghệ thu âm 4-băng. Cả hai ca khúc đều được thu trong cùng một ngày, và mỗi ca khúc đều chiếm của ban nhạc 7 lần thu. The Beatles cũng thử nghiệm cả đàn organ giả tiếng guitar, với mục đích tạo hiệu ứng gọn hơn cho phần guitar nền của Lennon. Phần chỉnh mono và stereo được George Martin hoàn chỉnh vào ngày 21 tháng 10. Những phần chỉnh stereo cầu kỳ hơn được hoàn thiện vào ngày 8 tháng 6 năm 1965 cho một album tuyển tập của EMI phát hành ở Úc và Hà Lan, và sau đó một lần nữa vào ngày 7 tháng 11 năm 1966.
"I Want to Hold Your Hand" cũng là một trong số 2 ca khúc mà The Beatles (cùng với "She Loves You" dưới tên "Sie liebt dich") được thu âm bằng tiếng Đức và có tên "Komm, gib mir deine Hand". Cả hai ca khúc đều được dịch bởi nhạc sĩ người Luxembourg Camillo Felgen dưới nghệ danh "Jean Nicolas". Thực tế, công ty phân phối tại Đức của EMI (cũng là công ty mẹ của nhãn đĩa của The Beatles, Parlophone) yêu cầu ban nhạc phải hát bằng tiếng Đức để được phát hành tại đây. The Beatles phản đối ý tưởng này, và khi họ được thu xếp ghi âm lại ca khúc bằng tiếng Đức vào ngày 27 tháng 1 năm 1964 tại phòng thu Pathe Marconi Studios của EMI ở Paris (nơi họ từng trình diễn 18 buổi tại Olympia Theatre), họ đã tẩy chay buổi thu âm. Nhà sản xuất George Martin đã phải đợi hàng giờ, tức giận song vẫn cố thuyết phục họ thực hiện buổi thu. 2 ngày sau, họ thu "Komm, Gib Mir Deine Hand", một trong những lần hiếm hoi trong suốt cả sự nghiệp họ tiến hành thu âm ngoài London. Martin sau này nói: "Họ có lý do của họ nhưng thực ra cũng không cần thiết lắm phải thu bằng tiếng Đức, nhưng họ cũng chẳng phải những kẻ hẹp hòi, và họ đã thực hiện tốt công việc của mình.".
"Komm, Gib Mir Deine Hand" cũng được phát hành ở định dạng full stereo ở Mỹ trong LP của hãng Capitol Something New, rồi sau đó trong album tuyển tập của họ The Capitol Albums, Volume 1.
Ca khúc bằng tiếng Đức là một hit lớn vào thời điểm đó ở Đức. Song ngày nay, như mọi ca khúc khác được phổ lời tiếng Đức từ bản gốc tiếng Anh trong các thập niên 50 và 60, đây chỉ được coi là ca khúc xuất sắc nhất trong thời kỳ khai phá văn hóa. Bản gốc tiếng Anh dĩ nhiên nổi tiếng hơn rất nhiều. Sau này, 2 album Đỏ và Xanh trong những năm 70 của The Beatles cũng bao gồm một số bản hit tiếng Anh được phổ lời tiếng Đức.

## Phát hành
Ở Anh, "She Loves You" (được phát hành vào tháng 8) vẫn đang chiếm vị trí số 1 vào tháng 11 theo hiệu ứng truyền thông của The Beatles (sau này được đặt tên Beatlemania). Mark Lewisohn sau này viết: ""She Loves You" có lẽ đã bán được, theo một cách tuần hoàn của công nghiệp, tới tận 3/4 triệu bản trước khi những hiệu ứng khác giúp doanh thu đạt tới ngưỡng bảy con số. Vào lúc đó, chỉ vài tuần trước Giáng sinh, khi mà mọi người đều nghe nhạc với một nền công nghiệp vốn đang vươn tới cực đỉnh của sự hứng khởi không ngờ tới, thì bất ngờ EMI tung quả bom "I Want to Hold Your Hand". Và đó quả là một sự phấn khích tột độ."
Ngày 29 tháng 11 năm 1963, EMI cho phát hành đĩa đơn "I Want to Hold Your Hand" ở Anh, với "This Boy" nằm ở mặt B. Có khá nhiều yêu cầu mua được gửi về, song đã có tới tận 1 triệu đơn đặt hàng trước khi đĩa đơn được phát hành. Khi đĩa đơn chính thức được phát hành, nó trở thành một hiện tượng. Chỉ 1 tuần sau khi xuất hiện ở bảng xếp hạng, nó đã đánh bật "She Loves You" vào ngày 14 tháng 12 để leo lên vị trí số 1 – đó cũng là lần đầu tiên trong lịch sử âm nhạc Anh, 2 ca khúc của cùng một nghệ sĩ cạnh tranh nhau ở vị trí số 1. "I Want to Hold Your Hand" còn ở đó suốt 5 tuần trong tổng cộng 15 tuần tồn tại trong bảng xếp hạng, rồi sau đó có một tuần quay trở lại bất ngờ vào ngày 16 tháng 5 năm 1964. Đó đang là đỉnh điểm của Beatlemania, và vào cùng thời điểm đó, The Beatles cũng lập kỷ lục khi cùng đứng ở vị trí quán quân trong cả hai bảng xếp hạng album và đĩa đơn ở Anh.
EMI và Brian Epstein cũng cùng thuyết phục được hãng đĩa tại Mỹ, Capitol Records, nhằm phát hành đĩa đơn tại đây với "I Want to Hold Your Hand" cùng "I Saw Her Standing There" ở mặt B vào ngày 26 tháng 12 năm 1963. Capitol ban đầu khá dè dặt với các sản phẩm của The Beatles tại Mỹ, cũng vì những thành công hạn chế từ những nhãn đĩa trước là Vee-Jay và Swan (nhánh của Parlophone tại Mỹ). Tuy nhiên lần này, Epstein đã đề nghị tới 40.000$ cho Capitol để phát hành đĩa đơn này (trong khi các chiến dịch quảng bá trước đó của The Beatles chưa bao giờ vượt quá ngưỡng 5.000$). Đĩa đơn cuối cùng cũng được ấn định phát hành vào giữa tháng 1 năm 1964, trong đó có yêu cầu The Beatles được xuất hiện sau đó ở chương trình The Ed Sullivan Show. Tuy nhiên, có một cô bé 14 tuổi có tên Marsha Albert lại sở hữu đĩa đơn này sớm hơn, và cô bé trình bày: "Đó không phải là những gì cháu thấy, mà đó là những gì cháu nghe được. Họ đã từng thu hình cho "She Loves You" và cháu nghĩ đó là một ca khúc hay... Cháu viết những dòng này vì cháu nghĩ The Beatles rất nổi tiếng ở đây, và nếu [DJ Carroll James] có thể phát một trong những ca khúc của họ, điều đó thật tuyệt."
James là DJ của đài WWDC ở thủ đô Washington, DC. Ông thực sự quan tâm tới những lời của cô bé Albert và đề nghị giám đốc thực hiện một chuyến bay của hãng BOAC nhằm có được những bản copy của ca khúc "I Want to Hold Your Hand" từ Anh. Albert sau này giải thích: "Caroll James nói với tôi rằng ông ấy có được bản thu rồi và đề nghị "Nếu cháu có thể tới đây vào lúc 5 giờ, chúng tôi sẽ để cháu giới thiệu ca khúc này!"." Albert đã tới đúng giờ và giới thiệu ca khúc: "Thưa quý ông quý bà, lần đầu tiên trên sóng phát thanh nước Mỹ, đây là The Beatles với "I Want to Hold Your Hand"."
Ca khúc trở thành một bản hit cực đại, một điều bất ngờ với chính đài phát thanh, và họ đột nhiên có được rất nhiều thính giả, những người lầm tưởng đó là một ca khúc của Andy Williams hoặc Bobby Vinton chơi nhạc rock 'n' roll. James vẫn thường phát đi phát lại ca khúc qua sóng phát thanh, đôi lúc vặn nhỏ ở đoạn giữa để nói "Chỉ có với Caroll James", để đề phòng việc thu âm trộm từ các đài khác.
Capitol sau đó đã đề nghị cấm phát sóng "I Want to Hold Your Hand", vốn đã được James gửi tới 2 DJ khác ở Chicago và St. Louis. James và WWDC bỏ qua yêu cầu trên, và Capitol buộc phải tiến tới một giải pháp mang tính đối đầu hơn khi mang đĩa đơn này lên kệ sớm hơn 2 tuần so với dự kiến vào ngày 26 tháng 12 năm 1963.
Tuy nhiên, số lượng bày bán là không thỏa mãn nhu cầu mua. Chỉ trong 3 ngày đầu, tất cả 3/4 triệu bản đã được bán sạch (riêng ở New York, tới tận 10.000 bản được bán mỗi giờ). Cảm nhận thấy rõ sự quá tải, Capitol đã buộc phải ký gấp một hợp đồng hỗ trợ phát hành với Columbia và RCA. Ngày 18 tháng 1, ca khúc bắt đầu 15 tuần của mình trên bảng xếp hạng, và tới ngày 1 tháng 2, The Beatles đã trở thành quán quân ở Billboard Singles Chart, tiếp tục thành công của các nghệ sĩ Anh khi ca khúc "Telstar" của Tornado vốn đang đứng đầu Billboard 3 tuần suốt cả Giáng sinh và Năm mới 1962/63. The Beatles tổng cộng có 7 tuần ở vị trí số 1, nhường vị trí này cho một ca khúc khác của họ cũng đình đám ở Anh, "She Loves You". Chỉ riêng tại Mỹ, "I Want to Hold Your Hand" đã bán được tới 5 triệu bản. Đây cũng là lần đầu tiên tại bảng xếp hạng Mỹ từ năm 1956 khi mà một nghệ sĩ có tới 2 ca khúc thay nhau chiếm vị trí quán quân.
"I Want to Hold Your Hand" cũng đánh dấu sự khởi đầu của British Invasion. Trong suốt năm 1964, các nghệ sĩ Anh thay nhau dẫn đầu các bảng xếp hạng ở Mỹ, bao gồm cả The Dave Clark Five, The Rolling Stones, The Kinks, The Hollies và Herman's Hermits.
Ấn bản đĩa đơn ở Mỹ có phần bìa trước và sau chụp Lennon và McCartney với điếu thuốc. Năm 1984, Capitol Records đã phun tẩy điếu thuốc nhân dịp tái phát hành đĩa đơn này.
"I Want to Hold Your Hand" cũng nằm trong album tại Mỹ, Meet the Beatles! – album đã làm xáo trộn mạnh mẽ các bảng xếp hạng tại Mỹ mỗi khi có đĩa đơn được phát hành. Thực tế, thị trường Mỹ quan tâm nhiều hơn tới các đĩa đơn hơn là toàn bộ album: 3 tháng sau khi phát hành, album đã bán được 3,65 triệu bản, chỉ hơn có một chút so với con số 3,4 triệu bản được bán với riêng "I Want to Hold Your Hand".
Ca khúc này cũng có mặt trong nhiều ấn bản khác, bao gồm The Beatles' Long Tall Sally (1964), A Collection of Beatles Oldies (1966), 1962–1966 (1973), 20 Greatest Hits (1982), và 1 (2000).

## Đánh giá và tôn vinh
Ca khúc này có một lượng người hâm mộ khổng lồ ở cả hai bên bờ Đại Tây Dương, tuy nhiên lại không được đánh giá cao về chuyên môn, bị coi như một sản phẩm thị trường và không thể tồn tại lâu với thời gian. Cynthia Lowery của Associated Press bày tỏ sự quan ngại về hiện tượng Beatlemania: "Tới thiên đường cũng đã nghe đủ về họ. Có lẽ là không thể chấp nhận nổi việc bản tin thời tiết hay cả bản tin báo giờ cũng phát "I Want to Hold Your Hand"."
Bob Dylan thì lại rất ấn tượng về những đổi mới từ The Beatles: "Họ đã làm một thứ mà chưa ai làm được. Các hợp âm nghe rất dữ dội, thực sự mãnh liệt, còn phần hòa âm thì rất cân đối." Vào thời điểm đó, Dylan nhầm tưởng ban nhạc hát "I get high" thay vì "I can't hide". Dylan thực sự bất ngờ với điều đó khi cho rằng lúc đó chưa có thành viên nào của ban nhạc thử hút cần sa.
"I Want to Hold Your Hand" được đề cử Giải Grammy cho Thu âm của năm, tuy nhiên những người giành giải là Astrud Gilberto và Stan Getz với "The Girl from Ipanema". Tuy nhiên năm 1988, ca khúc đã được trao tặng giải Grammy Hall of Fame. Nó cũng nằm trong danh sách 500 ca khúc thay đổi lịch sử nhạc rock and roll của Đại sảnh Danh vọng Rock and Roll. Thêm nữa, RIAA, NEA và Scholastic đều cùng đưa ca khúc này vào danh sách Songs of the Century của họ. Năm 2004, đây là ca khúc đứng thứ 16 tại danh sách 500 bài hát vĩ đại nhất của tạp chí Rolling Stone. Năm 2010, Rolling Stone tiếp tục xếp "I Want to Hold Your Hand" ở vị trí số 2 trong danh sách 100 bài hát hay nhất của The Beatles, chỉ sau "A Day in the Life". Đây cũng là ca khúc đứng vị trí số 2 trong danh sách của tạp chí Mojo, 100 ca khúc làm thay đổi thế giới, chỉ sau "Tutti Frutti" của Little Richard. Ca khúc được xếp ở vị trí số 39 trong danh sách All Time Top 100 của Billboard. Theo acclaimedmusic.net, "I Want to Hold Your Hand" cũng đứng ở vị trí số 23 trong các ca khúc vĩ đại nhất và là ca khúc hay thứ ba của năm 1963. Tạp chí TIME cũng đưa ca khúc này vào trong danh sách All-TIME 100 Songs của họ.
Đây cũng là ca khúc mở đầu cho một năm đại thành công của The Beatles tại Mỹ, với việc họ có tới 7 ca khúc quán quân trong năm 1964 tại đây, bao gồm sau đó là "She Loves You", "Can't Buy Me Love", "Love Me Do" (từng phát hành vào năm 1962), "A Hard Day's Night", "I Feel Fine", và cuối cùng là "Eight Days a Week".

## Giai điệu và ca từ
Mang những cảm hứng từ Brill Building và Tin Pan Alley cùng với cấu trúc nhịp AABA được thay đổi, ca khúc được viết với 2 đoạn nối thông thường, giữa chúng chỉ có một đoạn vào duy nhất. Ca khúc này cũng không có một người "hát chính", khi cả Lennon và McCartney cùng song ca từ đầu tới cuối. Phần giọng của Lennon nghe nổi bật hơn trong bản thu, tuy nhiên khi The Beatles trình diễn trực tiếp ca khúc này tại The Ed Sullivan Show ngày 9 tháng 2 năm 1964, giọng của McCartney lại nghe rõ và bật hơn (cũng có thể do vấn đề âm thanh khi 2 chiếc micro chưa chắc đã được chỉnh để có cùng một âm lượng).
Cùng với các ca khúc khác trong thời kỳ đầu của The Beatles, "I Want to Hold Your Hand" không có gì đặc biệt về mặt ca từ: đây chỉ đơn giản là cảm xúc của nhân vật kể chuyện khi gặp được cô gái anh hằng mong ước; đoạn điệp khúc thậm chí rất đơn điệu khi chỉ có mỗi câu hát nhan đề được lặp đi lặp lại.

## Thành phần tham gia sản xuất
Theo Ian MacDonald.
- John Lennon – hát chính, guitar nền, tay vỗ.
- Paul McCartney – hát chính, bass, tay vỗ.
- George Harrison – lead guitar, tay vỗ.
- Ringo Starr – trống, tay vỗ.

## Các bản hát lại
"I Want to Hold Your Hand" đã từng được hát lại bởi rất nhiều nghệ sĩ. Arthur Fiedler & the Boston Pops Orchestra đã từng thu lại ca khúc này theo dạng hòa tấu vào năm 1964, bản thu có vị trí cao nhất là 55 tại Mỹ. Cùng năm, Alvin and the Chipmunks cũng hát lại ca khúc này trong album The Chipmunks Sing the Beatles Hits. Ban nhạc Dollar của Anh có được ca khúc đầu tiên nằm trong top 10 vào tháng 1 năm 1964 khi hát lại "I Want to Hold Your Hand" trong album đầu tay của họ Shooting Stars. Trong bộ phim Across the Universe năm 2007, diễn viên T.V. Carpio đã hát ca khúc này trong một bản phối chậm và pop hơn. Manny Manuel cũng từng hát ca khúc này trong một ấn bản của hãng RMM có tên Tropical Tribute to the Beatles; bản thu này đạt được vị trí số 13 tại Hot Latin Songs của Billboard. Ban nhạc McFly cũng hát ca khúc này trong dự án Children in Need của đài BBC vào ngày 7 tháng 2 năm 2006. Trong serie phim truyền hình Glee, Chris Colfer đã hát ca khúc này trong 3 tập phim. Big Time Rush cũng từng hát ca khúc này trong album Big Time Movie Soundtrack của họ vào năm 2012.
Dị bản châm biếm
Neil Innes của ban nhạc châm biếm The Rutles từng hát ca khúc này dưới tên "Hold My Hand" vào năm 1978. Trong album Love vào năm 2006, George Martin cùng con trai Giles đã cố tái hiện ca khúc này cho giống như buổi thu trực tiếp tại Hollywood Bowl với việc trộn lẫn tiếng hò hét của đám các cô gái trẻ. Beatallica, ban nhạc châm biếm của The Beatles và Metallica đã hát lại ca khúc này với cái tên "I Want To Choke Your Band". Ở Disneyland Paris, khu vui chơi Star Tours có phát ca khúc này dưới tên "I Want to Weld Your Hand".